# Eritrissomerus floridanus
Eritrissomerus floridanus är en stekelart som först beskrevs av William Harris Ashmead 1893.  Eritrissomerus floridanus ingår i släktet Eritrissomerus och familjen gallmyggesteklar. Inga underarter finns listade i Catalogue of Life.